# LGBT práva ve Finsku

Duhová mapa Finska

Ve Finsku se obecně ze strany státu dostává lesbám, gayům, bisexuálům a translidem obrovské ochrany. Stejnopohlavní sexuální styk je tu legální od r. 1971, homosexualitu Finsko vyřadilo ze seznamu nemocí r. 1981 a od r. 1995 zde platí ohledně sexuální orientace anti-diskriminační zákony. Legální věk způsobilosti k pohlavnímu styku se sjednotil r. 1999 a v témže roce přestala být trestná propagace homosexuality. Od r. 2005 je naopak trestná diskriminace na základě genderové identity. Manželství stejnopohlavních párů zde bylo uzákoněno r. 2017, jemuž mezi lety 2002 a 2017 předcházelo uzákonění registrovaného partnerství.
V r. 2002 Finsko uzákonilo registrované partnerství, které dává homosexuálním párům stejná práva jako mají manželé, mimo adopčních práv, možnosti změny příjmení a přístupu k umělému oplodnění (to bylo zpřístupněno pro lesbické páry r. 2007 a možnost osvojit si dítě svého partnera se uzákonila r. 2009). Veřejná podpora práv homosexuálů v zemi vzrůstá od r. 2000.[zdroj?] Podpory se jim dostává i napříč politických spektrem, kdy 5 z 8 politických stran zvolených po Finských parlamentních volbách r. 2007), přiznalo možnost legalizace stejnopohlavních manželství po Finských parlamentních volbách 2011 Vedly se i spekulace zda téma homosexuálních manželství se stane hlavním politickým tématem, nicméně srpnový průzkum r. 2010 ukázal, že pouze 20 % respondentů jej považuje za klíčové. V souladu s výsledky volebních kalkulačky zveřejněného novinami Helsingin Sanomat by 93 zákonodárců podpořilo právo stejnopohlavních párů na osvojení dítěte z ústavní péče, zatímco 93 bylo proti. V důsledku vytvořené koalice s Křesťanskými demokraty v nové vládě získala post ministryně vnitra Päivi Räsänen, což zapříčinilo to, že se návrh zákona o genderově-neutrálních manželství nestal součástí vládní platformy. I tak jej ale Svaz levice podpořil při vládní schůzi spolu s dalšími politickými stranami vládní koalice, mezi něž patřila Národní koaliční strana, Sociálně demokratická strana Finska, Svaz levice, Zelený svaz a Švédská lidová strana. V březnu 2012 se zpracovaný návrh zákona o genderově-neutrálních manželstvích dostal k prvnímu čtení do parlamentu,[zdroj?] kdy jej podpořilo 76 ze 199 zákonodárců. V březnu 2013 jej odmítla i Parlamentní komise pro právní záležitosti. Nicméně návrh se nakonec znovu dostal do parlamentu v prosinci 2013 díky petici s více než 160 OOO podpisy získaných mezi polovinou března a polovinou září téhož roku, což se stalo také jakýmsi impulsem pro rozhodnutí parlamentu v počátku r. 2014.[zdroj?]
S odvoláním se na rodinné aspekty se téma rozšiřování LGBT práv stalo ožehavým následovaným ohromným počtem odchodů lidí z Luteránské církve dle zpráv rozhlasu Yleisradio z října 2012. Osoby, které chtějí podstoupit změnu pohlaví, musejí zároveň projít sterilizací, čímž je Finsko kritizováno za krácení práva transsexuálních osob na rozmnožování. Z toho důvodu se také tato problematika dostala na stůl Ministerstvu sociálních věcí a zdravotnictví. V r. 2011 Pekka Haavisto, otevřený homosexuální člen finského parlamentu, kandidoval na post prezidenta v rámci Finských prezidentských voleb 2012. V prvním kole 22. ledna 2012 získal 18,8 % hlasů a postoupil do druhého kola se Saulim Ninistem, který jej porazil o 37,4 % hlasů. V prosinci 2013 Finská zdravotnická agentura zrušila svůj výslovný zákaz přijímat krev od mužů majících sex s muži, kteří projdou 1roční zkušební lhůtou.

## Historie

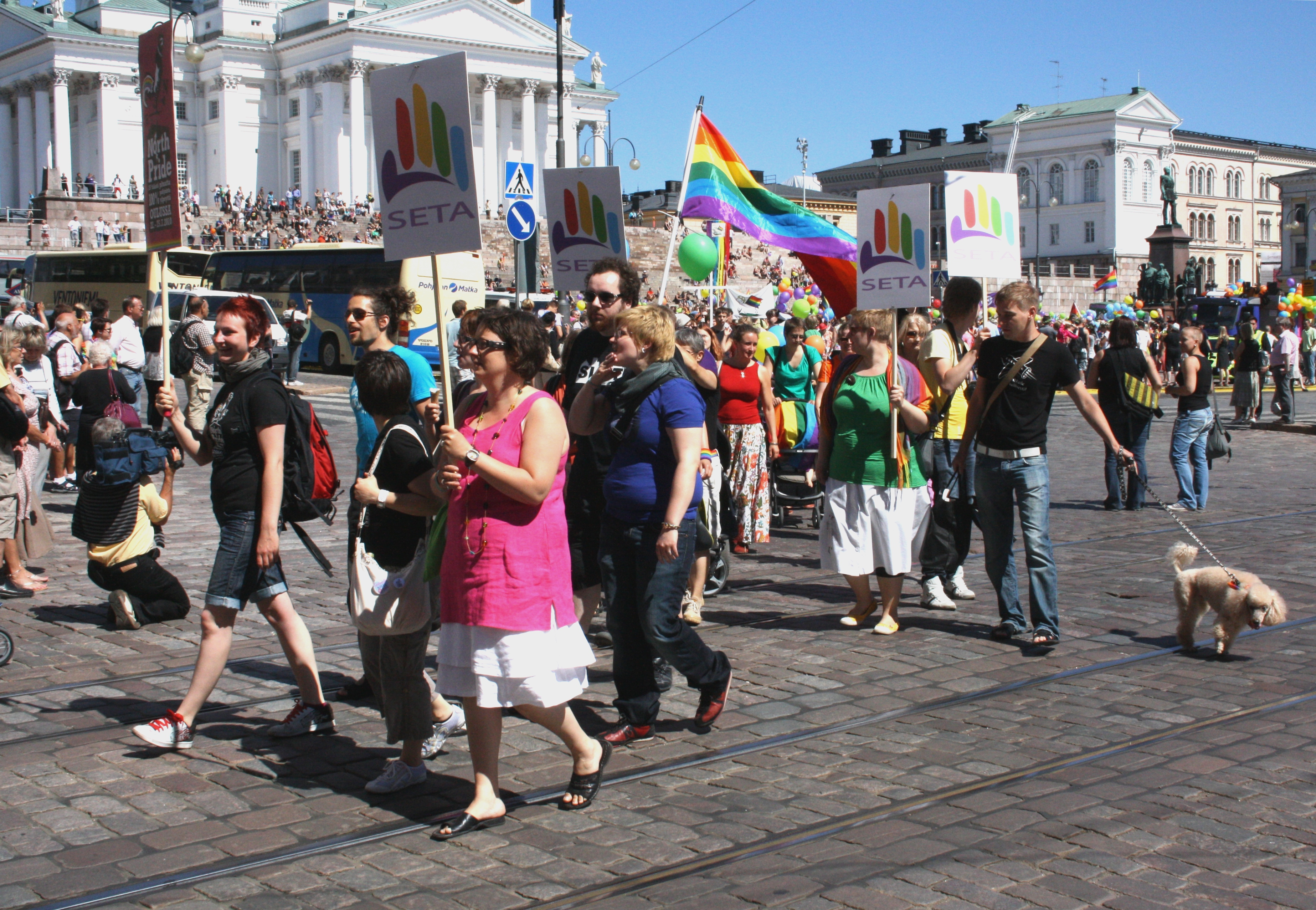
Pochod Helsinki Pride Parade 2010

Homosexualita byla ve Finsku dekriminalizována r. 1971, deklasifikována jako nemoc r. 1981 a legální věk způsobilosti k pohlavnímu styku sjednocen na 16 let r. 1999. Diskriminace na základě sexuální orientace je trestná od r. 1995 a na základě genderové identity od r. 2005. Transvestitismus není považován za nemoc od r. 2011.

## Stejnopohlavní soužití ve Finsku

### Počátek 21. století
Registrované partnerství je ve Finsku (finsky: rekisteröity parisuhde; švédsky: registrerat partnerskap) možné uzavírat od r. 2002. Návrh zákona dávajícího homosexuálním párům podobná práva a povinnosti jako mají manželské heterosexuální páry přijal parlament v září 2001 v poměru hlasů 99:84. V květnu 2009 parlament novelizoval zákon o registrovaném partnerství a umožnil homosexuálním párům osvojit si dítě svého v rámci registrovaného partnerství. Registrované partnerství, přístupné pouze stejnopohlavním párům, používá pro registraci a rozvodové řízení podobná ustanovení jako mají občanské sňatky. Zákon rovněž dává homosexuálům stejná imigrační práva v případě, že jeden z partnerů je cizinec.
Podle průzkumu zveřejněného magazínem Kotimaa 11. března 2010 mělo stejnopohlavní manželství 46 % podporu v parlamentu, zatímco 54 % bylo proti. Nicméně 4 z 8 politických stran v parlamentu – Sociálně demokratická strana Finska, Zelený svaz, Svaz levice a Švédská lidová strana – oficiálně deklarovaly svojí podporu stejnopohlavního manželství. Národní koaliční strana předložila svojí agendu homosexuálních manželství na parlamentní schůzi v červnu 2010 s vyjádřením místopředsedy parlamentu Bena Zyskowicze, který prohlásil svojí nedůvěru v přijetí zákona v nadcházejících 4 letech poukazujících na fakt, že většina členů parlamentu je proti. Středová strana Finska nezaujímá k otázce stejnopohlavních manželství žádný postoj, je ale proti adopcím. Strana Křesťanských demokratů a Praví Finovézaujímají k otázce otevřeně negativní postoj.

### Vývoj po r. 2010
Podle statistiky z r. 2011 zveřejněné novinami Helsingin Sanomat 90 členů parlamentu z 200 celkových podporuje plná adopční práva pro homosexuální páry, zatímco 93 je proti. V důsledku posledních parlamentních voleb r. 2011, které skončily vládní koalicí s Křesťanskými demokraty, se návrh zákona legalizujícího stejnopohlavní manželství nezahrnul do vládní platformy. Za to může Päivi Räsänen za Křesťanské demokraty a ministryně vnitra vděčit vládním stranám, které se k tomuto respektujícímu a tolerujícímu kroku rozhodly. Nicméně strana Levicové aliance zákon o genderově-neutrálním manželství podpořila spolu s ostatními politickými stranami mimo Křesťanských demokratů.
Skupina zákonodárců v čele v čele s členem Národní Koalice Lasse Männistö zahájila svojí činnost v září 2011. Návrh zákona byl následně představen parlamentu 8. února 2012 se 76 podporou ze strany zákonodárců. Návrh získal velkou podporu Levicove (12 a 2) a Zelených (10) a rovněž i Sociální demokracie a Švédské lidové strany. Dále návrh novely manželských zákonů získal nepatrnou podporu ze strany Národní koalice a velmi malou podporu ze strany Středové strany, zatímco Praví Finové a Křesťanští demokraté jsou výhradně proti. Podle státního rozhlasu Yleisradio měl návrh velmi mizivou šanci na přijetí, protože byl přijat jako návrh zákona ze strany soukromé iniciativy člena parlamentu, a tudíž je nutné, aby prošel Parlamentní komisí a Vládním souhlasem, aby vůbec mohl postoupit k prvnímu čtení.
27. února 2013 návrh zákona neschválila Komise pro právní záležitosti. Ještě před negativním stanoviskem komise podporovatelé zákona obvinili předsedkyni komise Anne Holmlund (která je otevřenou odpůrkyní zákona) za úmyslné odkládání procesu rozhodování. Holmlund to popřela s poukazem na velký počet vládních návrhů a jednání s více než 100 podpisy členů parlamentu. Členka parlamentu za Pravé Finy Arja Juvonen, u níž se očekávalo že bude víc profesionální než její předchůdkyně Johanna Jurva, taktéž obvinila Zelený svaz, Sociální demokracii Finska a Svaz levice za nátlak vyvíjený na postoupení návrhu zákona k prvnímu čtení i přes negativní stanovisko Skupiny Finských stran. Nicméně novela Ústavy Finské republiky z 1. března 2012 umožnila tzv. "lidovou iniciativu" s tím, že získání alespoň 50 tisíců podpisů má vliv na rozhodování parlamentu. Během kampaně s názvem "Tahdon2013" se získal dostatečný počet podpisů na podporu návrhu zákona. Ve výsledku iniciativa získala více než 166 tisíc podpisů k 19. září toho roku a protlačila zákon do parlamentu v prosinci 2013. Návrh se stal předmětem debaty na plenárním zasedání 20. února 2014 a byl následně dán k vyjádření Komise pro právní záležitosti. 25. června návrh komise odmítla v poměru hlasů 10:6. 2 členové nebyli přítomní, tedy 2 se omluvili z účasti na rozhodnutí, což mělo možná za následek negativní stanovisko.. Zákon pochází z občanské iniciativy a premiér to oficiálně prohlašuje za ukázkový příklad nepřímé demokracie.
28. listopadu 2014 finský parlament návrh zákona schválil v poměru hlasů 105:92 a umožnil homosexuálním párům uzavírat manželství.[zdroj?] Toto činí Finsko 12. evropskou zemí, která legalizovala homosexuální sňatky. Návrh novely zákona byl podepsán prezidentem 20. února 2015. Finský premiér Alexander Stubb rovněž vyjádřil svojí podporu. Zákon vzešel z lidové iniciativy, což je podle slov premiéra první případ legislativy z vůle lidu.

### Postoj veřejnosti ke stejnopohlavním manželství
Podpora stejnopohlavních manželství ve Finsku vzrůstá už od r. 2000. Podle Evropského průzkumu z r. 2006 45 % Finů jej podporuje a podle průzkumu ze srpna 2010 zveřejněného rozhlasem Yleisradio ukázal, že podpora vzrostla na 54 %, zatímco 35 % je proti. V lednu 2013 byla podpora 57 %, zatímco 32 % bylo proti a 12 % si nebylo jisto. V tom samém průzkumu je 51 % homoparentálního osvojení, zatímco 36 % je proti a 13 % nejistých. Anketa z března 2013 od Taloustutkimus ukázal, že 58 % Finů podporuje stejnopohlavní manželství. A stejný výzkum z března 2014 ukázal, že už 65 % Finů podporuje stejnopohlavní manželství a 27 % je proti. Jiný výzkum z března 2014 tvrdí, že 57 % podporuje homoparentální osvojení a 36 % je proti.

## Adopce a plánování rodiny
Momentálně je možné pouze si osvojit dítě svého registrovaného partnera.[zdroj?] Nicméně ženské homosexuální páry mají rodičovská práva rozšířenější než mužské, protože můžou podstupovat umělé oplodnění po jeho legalizaci r. 2006.[zdroj?] Institut náhradního mateřství nemá ve Finsku žádnou právní úpravu ani pro heterosexuální páry.

## Legislativa v zemi
| Legální stejnopohlavní styk                                                             | (1971)                                              |
| Stejný věk legální způsobilosti k pohlavnímu styku pro obě orientace                    | (1999)                                              |
| Anti-diskriminační zákony v zaměstnání                                                  | (1999)                                              |
| Anti-diskriminační zákony v přístupu ke zboží a službám                                 | (1999)                                              |
| Anti-diskriminační zákony v ostatních oblastech (homofobní urážky, zločiny z nenávisti) | (2005)                                              |
| Stejnopohlavní manželství                                                               | (1. března 2017)                                    |
| Jiná forma stejnopohlavního soužití                                                     | (2002)                                              |
| Adopce dítěte partnera                                                                  | (2009)                                              |
| Společná adopce stejnopohlavními páry                                                   | (1. března 2017)                                    |
| Gayové a lesby můžou otevřeně sloužit v armádě                                          | Yes                                                 |
| Možnost změny pohlaví                                                                   | (2002)                                              |
| Přístup k umělému oplodnění pro lesbické ženy                                           | (2006)                                              |
| Náhradní mateřství pro gay páry                                                         | (Žádná právní úprava ani pro heterosexuální páry)   |
| Muži mající sex s muži smějí darovat krev darovat krev                                  | / (Od r. 2013, je vyžadována 1roční zkušební lhůta) |